# 점프 (시트콤)
《점프(Jump)》는 1999년 5월 31일부터 2000년 2월 11일까지 문화방송(MBC TV)에서 방송되었던 청춘 시트콤이었다.

## 트리비아
이 시트콤은 SBS 《카이스트》에 출연 중이던 채림을 스카우트하는 등 제법 의욕적으로 출발했으나 전작 《남자 셋 여자 셋》의 리바이벌이란 지적을 받으며 고전을 면치 못하였고 이 과정에서 홍진경을 중도하차시키는 대신 박광현 등을 투입시켰다. 그럼에도 시청률이 오르지 않자 1999년 10월 18일 방송분부터 주요 출연진이었던 최불암, 서경석, 최유라, 최상학, 맹세창, 구본승 등을 해외 국가 대학 교환교수 연수, 해외 유학, 군 입대, 제주도 제주 낙향 등이라는 에피소드로써 하차시키는 대신 이경실, 윤태영, 양미라, 고수 등을 투입시켰지만 결국 기대 이하 성적에 그쳤다.

## 등장 인물

### 최 교수네
- 최불암 : 최불암 교수 역(중도하차)
  - 이정훈 : 1984년 45세 시절의 최불암 교수 역

남자 하숙집 주인. 1940년 6월 20일 일제 강점기 조선국 시대 말기 경기도 양주 광적면 비암리 출생. 불교 신자. 서광대학교 연극영화학과 학사(1963년) 및 동 대학원 석·박사(1969년·1973년) 출신인 그는 1968년 예비역 육군 사병 병장 출신이며 대장간 대장장이 출신 경기도 양주 미가유기점(놋그릇 가게) 1954년도 창업주 故 최진동(1923~1978) 선생의 장남(故 이재순 여사의 소생). 선친의 가업을 전혀 물려받거나 혹은 이어받진 않았으며 16세 때(1955년) 8살 터울의 8살바기 동복 남동생 계남과 함께 어머니 상을 치른 후 계남과 함께 아버지 故 최진동 선생과 계모(故 김지선) 슬하에 자랐고 25세 때(1964년) 계모상을 치른 후에 1973년 예술학 박사 학위 취득하였으며 1974년 3월 16일 결혼 후 39세 때(1978년) 부친상을 치렀고 1996년 9월 29일에 13년 연하 부인(故 박숭은 여사)을 먼저 상배하기도 한 그는 남들에게 지는 걸 싫어하며, 하숙생들이 단 하루라도 하숙비를 늦게 낸다고 하면 화부터 버럭 먼저 낸다. 자유중화민국 타이베이(타이완)의 쑨장 대학교(무대예술학과)로 교환교수를 간다.
- 서경석 : 최경석 역(중도하차)
  - 곽정욱 : 1984년 10세 시절의 최경석 역

최불암과 故 박숭은의 슬하 3남(3형제) 중 장남(첫째). 1975년 3월 2일 서울 중랑구 중화동 출생. 불교 신자. 故 최진동 선생의 장손자. 문화대학교 연극영화학과 94학번 출신이고, 1995년 2월부터 1999년 2월까지 4년간 휴학을 하는 동안 그 와중에 1995년 9월 11일부터 1998년 9월 11일, 공군 사병 병장 전역을 할 때까지 공군 사병 복무하였으며, 공군 일등병 복무 시절(1996년 9월 29일)에 모친상 비보를 받기도 그는 채림의 남자친구 역으로 나왔으나, 중도에 1년간 어학연수 과정으로써 미국 일리노이주 시카고로 유학을 가게 된다.
- 최상학 : 최상학 역(중도하차)
  - 김학준 : 1990년 8세 시절의 최상학 역

최불암과 박숭은의 슬하 3남 중 차남(둘째). 서울 신남로 고등학교 1학년. 1983년 8월 25일 서울 중랑구 중화동 출생. 불교 신자. 고등학생으로 공부는 싫어하면서 빨리 대학 갈 날 만을 기다리고 있다. 차라리 국어, 한문, 영어 성적 세 가지는 그나마라도 80점대를 주구장창 유지하는 소위 형편없는 중상위권급 체면치레 성적인지라 우연한 기회로써 아버지 최 교수와 동생 세창을 따라 자유중화민국 타이완 타이베이에 유학한다.
- 맹세창 : 최세창 역(중도하차)

최불암과 박숭은의 슬하 3남 중 막내. 서울 신남로 초등학교 1학년. 1992년 3월 21일 서울 중랑구 중화동 출생. 불교 신자. 일명 빡빡이. 남들처럼 열심파가 아니라 원래 머리가 똑똑해서 공부를 잘한다. 오히려 상학을 차라리 가르쳐 줄 수 있는 정도이다. 아버지 최 교수와 둘째 형 상학을 따라 자유중화민국 타이완 타이베이에 유학한다.

### 본승이네
- 명계남 : 최계남 대표 역(중도투입. 중도하차.)
  - 김주승 : 1986년 39세 시절의 최계남 역

불암의 남동생. 1948년 11월 1일 경기도 양주 광적면 비암리 출생. 불교 이탈한 개신교 신자. 대장장이 출신의 놋그릇 가게 창업주였던 故 최진동 선생의 차남(故 이재순 여사의 소생). 1971년 서광대학교 철학과 학사 학위 취득. 경기도 양평군 군청 예하 방위병 복무(1971년~1973년). 인천 소머리순대국밥집 바지사장. 결혼 후 6년 연하 부인과 슬하 외동아들 본승과 함께 인천 중구(신흥동)에 거주.
- 안해숙 : 안해숙 역(중도투입. 중도하차.)
  - 배종옥 : 1986년 33세 시절의 안해숙 역

최계남의 부인. 최본승의 어머니. 1954년 8월 23일 경기도 양평 옥천면 옥천리 출생. 인천 소머리순대국밥집 대표 업주. 불교 신자. 대장장이 출신의 놋그릇 가게 창업주였던 故 최진동 선생의 차자부(둘째며느리). 1974년 3월 18일 결혼 후 결혼 9년차이던 1983년 4월 중순에 부군 최계남 대표가 불교에 회의를 느껴 불교 신앙을 버리고 개신교 세례를 받았음에도 불구하고 외동아들 본승과 함께 불교 신앙을 지키었다. 1996년 9월 29일에 손윗동서 박숭은 여사를 상배한 시아주버님 최불암 교수를 시아주버님이시기 이전에 불교 교우라 여기고 지내며 시아주버님 최 교수와 함께 극진하고도 돈독한 신불(信佛) 관계를 유지한다.
- 구본승 : 최본승 역(중도하차)
  - 최우혁 : 1986년 12세 시절의 최본승 역

불암의 친조카. 계남과 해숙의 외동아들. 1975년 4월 25일 서울 마포구 아현동 출생. 불교 신자. 故 최진동 선생의 차손자. 경석의 동갑내기 사촌 남동생. 문화대학교 연극영화학과 94학번으로 1994년 8월부터 1995년 8월까지 1년간, 그리고 1996년 2월부터 1996년 8월까지 6개월간, 두번씩 휴학을 하였으며 1999년 8월, 대학을 졸업하고 정균의 조교로 들어갔다가 그만두면서 제주도 서귀포 해군 수병 입대한다.

### 유라네
- 최유라 : 최유라 역(중도하차)
  - 김소이 : 1989년 32세 시절의 최유라 역

불암과 계남의 이복 여동생. 여자 하숙집 주인. 불교 이탈한 로마 가톨릭교회 신자. 유기점 창업주였던 故 최진동 선생의 막내딸(故 김지선 여사의 소생). 양력 1958년 1월 9일 경기도 양주 은현면 선암리 출생으로 빠른 개띠생인데 만6세(국민학교 1학년) 때 어머니 상을 치렀으며 1년 연하 부군(김준영)과 두 딸이 제주도 제주(제주 연동)에 있는 기러기 주말 부부 아내. 강자에겐 약하고 약자에겐 강해서 오빠인 불암에겐 아무 말 못하지만, 조카네들은 쥐잡듯이 괴롭힌다. 큰오빠 불암이 중화민국 타이베이에 교환교수를 떠나면서 그녀도 제주도 제주 지역으로 낙향한다.
- 길용우 : 김준영 역(중도투입. 중도하차.)
  - 김승수 : 1989년 31세 시절의 김준영 역

여자 하숙집 주인 최유라의 부군. 불암과 계남의 매제. 1959년 5월 31일생. 로마 가톨릭교회 신자. 경석과 본승과 상학과 세창의 고모부. 1년 연상녀 부인 최유라와 사이에 슬하 2녀(장녀 김강산, 차녀 김준희)를 둠. 대한관광공사 제주도(제주)지사 파견 근무.

### 유라네 외가 관련
- 김지영 : 김지영 역(중도투입. 중도하차.)

최유라의 친정 이모. 1937년 9월 24일 일제 강점기 조선국 시대 충청북도 청주 출생. 최유라 친정 어머님 故 김지선(최불암과 최계남의 계모)의 친정 막내 누이동생. 최불암 교수와 최계남 대표에게 허울뿐인 이모뻘. 1988년 11월 16일 이후 제주도 제주 아라동 거주. 불교를 이탈한 로마 가톨릭교회 신자. 故 김호칙(친정아버지)의 슬하 3녀(장녀 故 김학선, 차녀 故 김지선, 3녀 김지영.) 중 막내로 출생한 그녀는 상배 부군(故 고승복. 1990년 12월 6일 당시 향년 62세로 하세.)과 사이에 1남 3녀(4남매)를 둠. 참고로 그녀의 친정 첫째 언니(최유라 친정 큰이모 故 김학선. 1986년 9월 24일 당시 향년 59세로 하세.)는 충청북도 충주 지역으로 출가하여 첫째 형부(故 지덕구. 1973년 4월 25일 당시 향년 48세로 하세.)와 사이에 2녀(두 딸)를 둠.

### 유라네 시댁
- 이묵원 : 김준진 역(중도투입. 중도하차.)

여자 하숙집 주인 최유라의 시아버님. 1938년 10월 6일생. 로마 가톨릭교회 신자. 부인 소성진 여사와 사이에 슬하 1남 1녀(아들 김준영, 딸 김가연)를 둠. 1996년 8월에 부인 소 여사와 함께 인천(계양구)을 떠나 서울(양천구)에 거주.
- 김영옥 : 소성진 역(중도투입. 중도하차.)

여자 하숙집 주인 최유라의 시어머님. 1937년 12월 28일생. 로마 가톨릭교회 신자. 김준진의 1년 연상녀 부인. 1996년 8월에 부군 김준진 선생과 함께 인천(계양구)을 떠나 서울(양천구)에 거주하여 서울 양천구에서 순대국밥집 대표 업주를 지냄.
- 김가연 : 김가연 역(중도투입. 중도하차.)
  - 홍수현 : 1989년 15세 시절의 김가연 역

여자 하숙집 주인 최유라의 시누이이자 여자중학교 후배. 로마 가톨릭교회 신자. 1975년 3월 29일생. 김준진 부부 슬하 막내딸인데 김준진, 소성진 부부 아들 김준영이 1972년에 국민학교 졸업하자마자 고향 인천(중구)을 떠나 서울(강서구)에 유학하여 중학교와 고등학교에 다닐 때 인천 중구에서 아들을 서울 유학 보내면서 적적(寂寂)하던 김준진과 소성진이 늦둥이로 얻은 딸.

### 유라네 시척
- 김진해 : 김진해 역(중도투입. 중도하차.)

여자 하숙집 주인 최유라의 시숙부. 김준진의 남동생. 1943년 3월 9일생. 로마 가톨릭교회 신자. 인천(중구)을 떠나 서울(마포구)에 거주하였고 경기도 고양 농업협동조합 예하 만년과장 직위를 지내다가 1984년에 그 직위마저도 사표 제출로써 그만둔 후 서울 마포에서 설렁탕집 바지사장을 지내며 부인 김해숙 여사와 사이에서는 슬하 1남 3녀(4남매)를 둠. 1999년 8월, 설렁탕집 대표 업주를 그만두고 타 사업주한테 설렁탕집 인수한 이후 제주도(제주 이도동)로 건너감.
- 김해숙 : 김해숙 역(중도투입. 중도하차.)

여자 하숙집 주인 최유라의 시숙모. 김진해의 부인. 1956년 3월 11일생. 로마 가톨릭교회 신자. 서울 마포에서 설렁탕집 대표 업주를 지내며 부군 김진해와 사이에 슬하 1남 3녀(4남매)를 둠. 1999년 8월, 설렁탕집 대표 업주를 그만두고 타 사업주한테 설렁탕집 인수한 이후 제주도(제주 이도동)로 건너감.
- 최정훈 : 소양섭 역(중도투입. 중도하차.)

여자 하숙집 주인 최유라의 시외숙부. 소성진의 친정 남동생. 상배남. 1942년 8월 9일생. 로마 가톨릭교회 신자. 인천(중구)을 떠나 서울(동대문구)에 거주하였고 경기도 성남 농업협동조합 예하 계장 직위를 지내다가 1984년에 그 직위마저도 사표 제출로써 그만둔 후 서울 마포에서 웅변학원 예하 바지 원장 직위를 지내며 상배 부인(1998년 12월 18일 사별)과 사이에서는 슬하 1남 2녀(3남매)를 둠. 1999년 8월, 웅변학원 바지 원장을 그만두고 타 사업주한테 웅변학원 인수한 이후 자유중화민국 타이완(타이베이)로 건너감.
- 이잎새 : 소순엽 역(중도투입. 중도하차.)

소양섭의 슬하 1남 2녀 중 막내딸. 독실한 로마 가톨릭교회 신자. 1999년 8월 초순 당시 서울(대한민국)을 잠시 다니러 온 타이완 수도 타이베이의 한인 유학생 출신. 1995년 3월부터 자유중화민국 타이완 타이베이 유학(1999년 현재 타이베이 쑨장 대학교 국제정치외교학과 2학년). 자유중화민국 타이완 타이베이 위빈 가톨릭 종합 기숙사(국제 기숙사)에서 학숙. 1999년 3월 24일(수요일)까지 자유중화민국 타이완 타이베이 위빈 가톨릭 종합 기숙사(국제 기숙사)에서 학숙 이후 1999년 3월 25일(목요일)부터 자유중화민국 타이완 타이베이 쑨장 대학교 교내 기숙사로 옮겨 학숙.

### 최유라네 시척 시외종사촌 소순엽 여대생의 1999년 3월 16일 화요일 당시 자유중화민국 타이완 타이베이 유학 관련
- 김린 : 린 케네디 게일 역(중도투입. 중도하차.)

만51세. 미국 브라운 대학교 행정학과 교수 출신으로 1999년 3월 현재부터 1년간을 자유중화민국 타이완 타이베이 쑨장 대학교 행정학과 미국인 교환교수.
- 이한우 : 빌헬름 요한 헤르만 역(중도투입. 중도하차.)

만45세. 독일 베를린 훔볼트 대학교 철학과 교수 출신으로 1999년 3월 현재부터 1년간을 자유중화민국 타이완 타이베이 쑨장 대학교 서구철학과 독일인 교환교수.
- 김동석 : 차봉이 역(중도투입. 중도하차.)

닭띠 43세. 한일대학교 산업공학과 교수 출신으로 1999년 3월 현재부터 1년간을 자유중화민국 타이완 타이베이 쑨장 대학교 산업공학과 한인 교환교수.
- 오성식 : 오성욱 역(중도투입. 중도하차.)

쥐띠 40세. 제주대학교 교육학과 교수 출신으로 1999년 3월 현재부터 1년간을 자유중화민국 타이완 타이베이 쑨장 대학교 교육철학과 한인 교환교수.
- 윤기원 : 박상택 역(중도투입. 중도하차.)

소띠 27세. 독실한 로마 가톨릭교회 신자(타이완 수도 타이베이의 한인 유학생). 1995년 9월부터 자유중화민국 타이완 타이베이 유학(1999년 현재 타이베이 쑨장 대학교 국제정치외교학과 4학년). 자유중화민국 타이완 타이베이 위빈 가톨릭 종합 기숙사(국제 기숙사)에서 학숙.
- 임지은 : 임수연 역(중도투입. 중도하차.)

용띠 24세. 독실한 로마 가톨릭교회 신자(타이완 수도 타이베이의 한인 유학생). 1995년 3월부터 자유중화민국 타이완 타이베이 유학(1999년 현재 타이베이 쑨장 대학교 국제정치외교학과 4학년). 자유중화민국 타이완 타이베이 위빈 가톨릭 종합 기숙사(국제 기숙사)에서 학숙.

### 최 교수네 외가 관련
- 이종만 : 이만순 역(중도투입. 중도하차.)

불암과 계남의 외종사촌 형. 1937년 7월 15일 일제 강점기 조선국 시대 경기도 용인 출생. 故 이재순(최불암 교수와 최계남 대표의 어머니)의 친정 조카. 불교를 이탈한 개신교 신자. 1984년 10월 11일 이후 서울 중랑구 면목동 거주. 부인(배유림)과 사이에 슬하 2남 3녀(5남매)를 둠.

### 최 교수 처숙모
- 유명순 : 유명순 역(중도투입. 중도하차.)

불암의 처숙모. 1933년 9월 29일 일제 강점기 조선국 시대 경기도 광주 출생. 최불암 교수 상배 부인(故 박숭은)의 친정 숙모. 불교 신자. 1991년 8월 26일 이후 서울 서초구 방배동 거주. 상배 부군(故 박철진. 1992년 1월 2일 향년 68세로 하세.)과 사이에 1남 2녀(3남매)를 둠.

### 최 교수 처고모
- 박예숙 : 박예숙 역(중도투입. 중도하차.)

불암의 처고모. 1936년 11월 16일 일제 강점기 조선국 시대 경기도 평택 출생. 최불암 교수 상배 부인(故 박숭은)의 친정 고모. 불교 신자. 1991년 3월 2일 이후 서울 송파구 송파동 거주. 상배 부군(故 이창선. 1991년 10월 10일 향년 69세로 하세.)과 사이에 3남 3녀(6남매)를 둠.

### 최 교수 이복 처외숙부 관련
- 신충식 : 신익수 역(중도투입. 중도하차.)

불암의 둘째 처외숙부. 서울 서원 동물병원 원장. 1942년 4월 20일 일제 강점기 조선국 시대 말기 경기도 화성 출생. 자동차 정비사 신수담 대표의 동복 형. 최불암 교수 상배 부인(故 박숭은)의 친정 이복 외숙부. 한일대학교 수의과대학(1967년) 및 동 수의과대학원(1978년)을 나온 수의사 및 수의학 박사 출신이자 전직 문화대학교 수의과대학 겸임교수 등을 잠시 지낸 예비역 해군 일등병 전역 출신으로 불교 신자. 1991년 11월 18일 이후 서울 서초구 잠원동 거주. 부인(강하민)과 사이에 슬하 2남(아들 둘)을 둠.
- 서영애 : 강하민 역(중도투입. 중도하차.)

불암의 둘째(이복) 처외숙모. 신익수의 부인. 1950년 5월 20일 경상북도 문경 출생. 불교 신자.
- 신국 : 신수담 역(중도투입. 중도하차.)

불암의 막내 처외숙부. 서울 SJ 자동차 정비소 대표 사업주(자동차 정비사). 1947년 12월 14일 미군정 조선국 시대 말기 경기도 화성 출생. 수의사 신익수 전직 겸임교수의 동복 남동생. 최불암 교수 상배 부인(故 박숭은)의 친정 막내 이복 외숙부. 대전실업초급대학 기계학과 전문학사 과정(1968년)을 나온 예비역 공군 일등병 전역 출신으로 불교 이탈한 개신교 신자. 1991년 11월 24일 이후 서울 송파구 잠실동 거주. 부인(김연진)과 사이에 슬하 2남 1녀(3남매)를 둠.
- 이숙 : 김연진 역(중도투입. 중도하차.)

불암의 막내(이복) 처외숙모. 신수담의 부인. 1956년 3월 22일 충청남도 아산 출생. 개신교 신자.

### 최 교수 손윗처남네
- 박종관 : 박재호 원장 역(중도투입. 중도하차.)
  - 최재호 : 1978년 33세 시절의 박재호 역
  - 최일화 : 1983년 38세 시절의 박재호 역

불암의 손윗처남. 1946년 3월 25일생. 박예숙의 친정 조카. 불교 이탈한 개신교 신자. 경석과 상학과 세창의 외숙부. 인천 시내 부평구(부평동)에서 서예학원 원장을 지낸다. 최불암 교수의 상배 부인 故 박숭은 여사는 바로 박재호 원장 그의 누이동생이다. 박재호 원장 그의 장인 故 김소천 선생은 생전 경기도 양주 미가유기점 제2대 업주 출신으로 박 원장 그의 장인 故 김소천 선생은 매제 최 교수 선친 故 최진동 선생과 생전에 같은 소학교 선후배 사이였으며 절친한 지인이었다.
- 김수미 : 김수미 대표 역(중도투입. 중도하차.)
  - 강문영 : 1978년 31세 시절의 김수미 역
  - 김미숙 : 1983년 36세 시절의 김수미 역

박재호의 부인. 1948년 10월 8일생. 불교 이탈한 개신교 신자. 경석과 상학과 세창의 외숙모. 인천 시내 부평구(부평동)에서 설렁탕집 대표 업주를 지낸다. 1983년 4월 중순에 당시 38세 부군 박재호, 당시 중학교 1학년짜리 외동아들 박창경, 당시 32세 친정 남동생 김건호, 당시 36세 동갑내기 아랫사돈 최계남과 다섯이서 함께 불교 신앙을 버리고 개신교 세례를 받았다. 김수미 여사 그녀의 친정아버지 故 김소천(1924~1989) 선생은 최불암·최계남·최유라 3남매 선친 故 최진동(1923~1978) 선생에게 소학교 1년 후배였는데 결국 친정아버지 김소천 선생은 생전에 도자기 빚는 재야 도예가 활동 중 선배 최진동 선생한테 놋그릇 가게를 인수받아 1968년에 경기도 양주 미가유기점 제2대 업주가 되었었고 훗날 16년이 지난 1984년에 경기도 양주 미가유기점(美佳鍮器店)이라는 놋그릇 가게를 모두 처분하면서 그 액수(額數) 또한 사회에 환원(경기도 양주 미가장학재단 창설) 후 도자기 빚는 경기도 양주 초야의 재야 도예가로 재복귀하였다.
- 최철호 : 박창경 역(중도투입. 중도하차)
  - 김민상 : 1978년 9세 시절의 박창경 역
  - 노형욱 : 1983년 14세 시절의 박창경 역

박재호 부부의 외동아들. 최불암 교수의 처조카. 1970년 4월 18일생. 불교 이탈한 개신교 신자. 故 김소천 선생의 외손자. 경석과 상학과 세창의 외사촌 형. 본승의 고등학교 선배. 일명 부평동 포청천. 영어와 중국어를 할 줄 아는 대학 조교 직원. 결국 문화대학교 동양철학과 조교 직원을 그만두면서 자유중화민국 타이완 타이베이로 유학을 떠난다.
- 김건호 : 김건호 사무장 역(중도투입. 중도하차)
  - 김명수 : 1978년 27세 시절의 김건호 역
  - 최범호 : 1983년 32세 시절의 김건호 역

김수미의 친정 남동생. 최불암 교수의 손윗처남인 박재호 원장의 손아랫처남. 1952년 6월 8일생. 불교 이탈한 개신교 신자. 대장간 대장장이 출신의 재야 도자기 도예가였던 故 김소천(1924~1989) 前 경기도 양주 미가유기점 제2대 업주의 슬하 1남 1녀 중 막내아들. 박창경의 외숙부. 청년 시절에 평발 증세로 인하여 병역 면제 조치 처분을 받았고 1973년 2월 15일 결혼하여 슬하 1남 2녀(3남매)를 두어 1976년 8월, 문화그룹 입사한 훗날 문화그룹 경영기획부 부장 직위 8년차에 재직 중이던 1996년 5월 31일에 결국 그 직위를 입사 20년여만에 사표 제출로써 그만둔 후 서울(영등포구 문래동)과 인천(부평구 부평동)을 출퇴근하면서 자형 박재호 원장의 서예학원에서 제1사무장 직위를 지냈으며 부인과 사이에는 슬하 1남 2녀(3남매)를 두었는데 초등학교 5학년(만11세)짜리 막내딸(1988년 5월 29일생)이 미술 영재로 촉망받고 있는지도 벌써 3년차.
- 황혜영 : 김채원 역(중도투입. 중도하차.)
  - 하승리 : 1978년 5세 시절의 김채원 역
  - 서지희 : 1983년 10세 시절의 김채원 역

김건호의 슬하 1남 2녀 중 장녀이자 첫째. 김수미의 친정 조카딸. 1974년 3월 3일생. 불교 신자. 故 김소천(1924~1989) 선생의 친손녀. 1997년 2월에 문화대학교 영어영문학과(학사)를 나온 후 서울(용산구)에서 영어학원 강사(차석강사 직급)를 지냄.

### 경기도 양주 미가장학재단
- 이치우 : 이치우 역(중도투입. 중도하차.)

경기도 양주 미가장학재단 前 초대 이사장. 예비역 해병대 중위 출신 중등교원(한문 교사). 1983년 前 경기도 양주 양촌고등학교 교장 정년 퇴임.
- 조명남 : 조명남 역(중도투입. 중도하차.)

경기도 양주 미가장학재단 제2대 이사장. 1990년 前 경기도 양주 와룡국민학교 교장 정년 퇴임. 이치우 前 이사장과는 교육학 석사 과정 동기.

### 문화대학교 간부급 교수 관련
- 문회원 : 문회원 역

문화대학교 총장
- 안지환 : 안지환 역

문회원 문화대학교 총장 전용 드라이버
- 김기현 : 김재호 역

1999년 10월 28일 이후부터 문화대학교 제1부총장
- 이춘식 : 이범춘 역

1999년 10월 28일 이후부터 문화대학교 제2부총장
- 박영지 : 박영지 역

1999년 10월 28일 이후부터 문화대학교 제3부총장

### 서울 영등포구 문래동 소재 문래장 여관
- 오승명 : 오승명 역

서울 영등포 문래장 여관 대표 사업주.
- 박소현 : 박성주 역

서울 영등포 문래장 여관 오승명 대표의 아내.
- 오태경 : 오태경 역

서울 영등포 문래장 여관 대표 오승명 부부의 슬하 1남 2녀(3남매) 중 막내아들. 1983년 3월 16일 서울 영등포구 문래동 출생. 최상학(최 교수 차남)과는 서울 신남로고등학교 입학 동기 동반 돼지띠 동갑내기 동급생 출신.

### 서울 영등포구 신길동 소재 중화요리 신길 대반점
- 주용만 : 주용만 역

서울 중화요리 신길 대반점 대표 사업주. 서울 영등포 지역구의 명수급 정통 중화요리사.
- 박영희 : 황금순 역

서울 중화요리 신길 대반점 대표 사업주 주용만 요리사의 아내.
- 주한울 : 주한울 역

서울 중화요리 신길 대반점 대표 주용만 내외의 슬하 1남 2녀(3남매) 중 맏아들. 1983년 4월 24일 서울 영등포구 신길동 출생. 최상학(최 교수 차남)과는 서울 신남로고등학교 입학 동기 동반 돼지띠 동갑내기 동급생 출신.

### 서울 영등포구 영등포동 소재 영등포 상하이 카페
- 이경실 : 이미란 역(중도하차.)
  - 허영란 : 1986년 당시 문화전문대 산업디자인학과 1학년 시절 21세의 이미란 역

서울 영등포 상하이 카페 주인. 1966년 4월 23일 대한민국 서울 출생이며 불교 이탈한 개신교 신자. 미혼 독신. 지난 1979년 2월, 대한민국 서울에서 국민학교 졸업하자마자 자유중화민국 타이완 타이베이 유학을 하여 1985년 3월에 대한민국 서울로 귀국하여 1988년 2월에 서울 문화전문대학 산업디자인학과 전문학사 학위를 거쳐 3학년 과정을 편입학한 후 1992년 2월에 서울 문화대학교 공업미술학과 학사 학위 취득한 그녀는 아버지 故 이태필(1930~1997) 선생과 어머니 김상린(1936년 2월 29일 일제 강점기 조선 경상남도 부산 출생) 여사 사이에서 2남 3녀(5남매) 중 막내딸(3녀)로 출생하였는데 아버지와 어머니와 친할아버님 故 이세웅(1909~1998) 선생과 친할머님 故 장숙경(1911~1991) 여사와 외할아버님 故 김동민(1905~1981) 선생은야 모두 한국인이지만 외할머님 故 금우문(金禑紋, 진 위원, 김우문, 1918~1989) 여사가 국민정부 시대 중화민국 타이완 성 가오슝 출생인 소위 모계 혼혈아 후손 출신으로 대한민국 서울(마포구 아현동)에서 출생한 자유중화민국 타이완 교민 출신. 추석 직전이던 1999년 9월 초순에 서울 영등포 상하이 카페를 폐업 처분하여 카페 사업을 그만두고 직계 일족들과 함께 자유중화민국 타이완 가오슝으로 재이주.

### 서울 영등포구 문래동 소재 영등포 타이베이 유도관
- 이재포 : 이두희 역(중도투입. 중도하차)
  - 김관기 : 1986년 당시 문화대 태권도학과 3학년 시절의 26세 이두희 역

서울 영등포 타이베이 유도관 대표 관장(유도 사범 출신). 1960년 5월 2일 대한민국 강원도 춘천 출생이고 불교 신자. 미혼 독신. 1979년 2월, 고등학교 졸업하자마자 공군 사병 복무 후 1982년 8월, 공군 사병 병장 전역하였고 1985년 2월에 서울 문화전문대학 유도격기학과 전문학사 학위를 거쳐 같은 해 1985년 2월 당시 서울 문화대학교 태권도학과 3학년 과정을 편입학한 후 1987년 2월, 문화대학교 태권도학과 학사 학위 취득한 그는 아버지 故 이태필(1930~1997) 선생과 어머니 김상린(1936년 2월 29일 일제 강점기 조선 경상남도 부산 출생) 여사 사이에서 2남 3녀(5남매) 중 막내아들(차남)로 출생하였는데 아버지와 어머니와 친할아버님 故 이세웅(1909~1998) 선생과 친할머님 故 장숙경(1911~1991) 여사와 외할아버님 故 김동민(1905~1981) 선생은야 모두 한국인이지만 외할머님 故 금우문(金禑紋, 진 위원, 김우문, 1918~1989) 여사가 국민정부 시대 중화민국 타이완 성 가오슝 출생인 소위 모계 혼혈아 후손 출신으로 대한민국 강원도 춘천(교동)에서 출생한 자유중화민국 타이완 교민 출신. 추석 직전이던 1999년 9월 초순에 서울 영등포 타이베이 유도관을 폐업 처분하여 유도관 사업을 그만두고 직계 일족들과 함께 자유중화민국 타이완 가오슝으로 재이주.

### 이두희 관장과 이미란 대표의 외가친척
- 김상국 : 김상국 역(중도투입. 중도하차.)

미란이 외숙부(이두희 전직 관장과 이미란 전직 대표의 외숙부). 1934년 1월 31일 일제 강점기 조선국 시대 경상남도 부산 지역의 부잣집 자제 출신으로 불교 신자이며 1983년 3월 9일, 부인(오상득)과 슬하 1남 3녀(4남매)와 함께 자유중화민국 타이완 가오슝 이주.
- 김성희 : 김성희 역(중도투입. 중도하차.)

이두희 전직 관장과 이미란 전직 대표의 외종사촌 누이동생. 김상국 내외 슬하 1남 3녀(4남매) 중 막내딸. 1969년 6월 9일 서울 마포구 아현동 출생으로 불교 신자이며 1983년 3월 9일, 중학교 2학년 시절 일가족과 함께 자유중화민국 타이완 가오슝 이주.
- 김진수 : 김진수 역(중도투입. 중도하차.)

이두희 전직 관장과 이미란 전직 대표의 외종사촌 남동생. 김상국 내외 슬하 1남 3녀(4남매) 중 막내아들. 1972년 4월 21일 서울 마포구 아현동 출생으로 불교 신자이며 1983년 3월 9일, 국민학교 5학년 1학기 초 시절 일가족과 함께 자유중화민국 타이완 가오슝 이주하였고 1991년 2월, 타이완(가오슝)에서 고등학교 졸업 이후 1991년 3월, 대한민국 서울 입국하여 재수 끝에 1992년 2월, 서울 한일대학교 중어중문학과 입학하였으며 대학 재학 시절 당시 중학교 1학년 시절(1992년 8월)에서부터 고등학교 1학년 시절(1995년 8월)까지였던 채림 양의 여름 방학 기간 가정교사 3년간을 지냄.

### 1999년 4월 12일 월요일 당시 이두희 관장과 이미란 대표의 자유중화민국 타이완 가오슝 사돈댁
- 트위스트 김 : 오백돈 역(중도투입. 중도하차.)

미란이 외숙모(오상득)의 친정 오빠(김상국(이두희 전직 관장과 이미란 전직 대표의 외숙부)의 처갓댁 손윗처남). 1936년 4월 6일 일제 강점기 조선국 시대 경상남도 부산 지역의 부잣집 자제 출신으로 불교 신자이며 시계공 자격증이 있는 그는 1983년 3월 9일, 부인(이순임)과 슬하 1남 2녀(3남매)와 함께 자유중화민국 타이완 가오슝 이주.
- 서병돈 : 오봉철 역(중도투입. 중도하차.)

미란이 외숙모(오상득)의 친정 오빠인 오백돈(김상국(이두희 전직 관장과 이미란 전직 대표의 외숙부)의 처갓댁 손윗처남)과 이순임(오백돈 아내)의 슬하 1남 2녀(3남매) 중 막내아들. 1982년 3월 3일 부산 지역의 부잣집 자제 출신으로 불교 신자이며 첫돌 갓 지난 시절이던 1983년 3월 9일, 일가족들과 같이 함께 자유중화민국 타이완 가오슝 이주.

### 김 교수네
- 김정균 : 김정균 교수 역(중도투입)
  - 최세환 : 1978년 20세 시절의 미술학과 1학년 김정균 역

남자 하숙집 주인. 1959년 12월 18일생. 장미나의 외삼촌. 소위 딸바보 아빠. 원래 문화대학교에서 미술학 전공을 하였으며 부산 북구 구청 방위병 복무(1982년 4월 12일~1984년 4월 12일) 후 1984년에서부터 1986년까지 2년간을 무역회사 인턴 사원 지내다가 그만두고 나서 1987년 문화대학교 대학원의 방송연예학과 석사과정 1기 입학하여 대학원에서 방송연예학과 예술학 석사(1989년 2월) 학위 취득 후 1990년까지 1년간을 미술학원 강사 지내다가 그만두고 나서 1991년 2월, 대학원 연극영화학과 박사과정 입학하여 예술학 박사(1995년 2월) 학위를 취득한다. 대학원 연극영화학과 박사과정 신입생 시절(1991년 3월 16일), 서울한국전문대학 공업디자인학과 전문학사 출신의 변소정과 결혼.
- 변소정 : 변소정 역(중도투입)

은혜 엄마. 1970년 6월 18일생. 정균의 아내. 서울한국전문대학 공업디자인학과 전문학사 출신.
- 송은혜 : 김은혜 역(중도투입)

정균의 딸. 1992년 12월 21일생. 지수의 고종사촌 여동생. 미나의 동갑내기 외사촌 여동생.

### 홍 교수네
- 홍석천 : 홍석천 교수 역(중도투입. 중도하차.)

대학교수. 개띠 30세. 전직은 단역배우였다. 별명이 낙지여서 낙지볶음이 제일 싫어하는 음식이다.
- 박상면 : 박상면 역(중도투입. 중도하차.)

홍석천 교수의 외종사촌 남동생. 쥐띠 28세. 인천 남구 소재 부동산 중개업 대표.
- 심혜진 : 홍유정 역(중도투입. 중도하차.)

홍석천 교수의 누나. 뱀띠 35세. 인천 남구 소재 컴퓨터 수선 종합 세탁소 대표.
- 최항석 : 지두복 교수 역(중도투입. 중도하차.)

홍석천 교수의 자형. 인천전문대학 행정학과 교수.
- 박지미 : 지미령 역(중도투입. 중도하차.)

지두복과 홍유정의 외동딸. 홍석천 교수의 생질녀. 1988년 8월 21일 인천 중구 북성동 출생. 인천미추홀초등학교 5학년.
- 최재호 : 지진계 역(중도투입. 중도하차.)

홍석천 교수의 자형 지두복 교수의 아버지. 1936년 7월 15일 일제 강점기 조선국 시대 경기도 인천 제물포 부잣집 외동자제로 출생.
- 조학자 : 용찬우 역(중도투입. 중도하차.)

홍석천 교수의 자형 지두복 교수의 어머니. 1935년 5월 28일 일제 강점기 조선국 시대 평안북도 중강 중강진 지역에서 부농가 집안의 외동딸로 출생하였으며 7세 시절이던 1941년 2월 15일, 농토를 모두 판 친정 어버이와 함께 일제 강점기 조선국 시대 말기 경기도 인천 제물포 지역으로 전격 이주.
- 김석옥 : 박옥희 역(중도투입. 중도하차.)

홍유정 대표와 홍석천 교수의 어머니. 박상면과 박현숙의 고모. 정승호의 처고모. 1991년 9월 19일, 부군(故 홍대순)을 병으로 인하여 상배.
- 최은숙 : 안상봉 역(중도투입. 중도하차.)

박상면과 박현숙의 어머니. 홍유정 대표와 홍석천 교수의 외숙모. 정승호의 장모. 1996년 10월 11일, 부군(故 박이준)을 병으로 인하여 상배.
- 정승호 : 정승호 역(중도투입. 중도하차.)

박상면의 제주도 서귀포 천지동 사는 닭띠 43세 매제. 제주도 남제주 안덕면 화순리 지역에서 부농가 대농 집안의 후손으로 출생하였으며 1999년 3월 14일, 17년 연하의 박현숙과 결혼.
- 박현숙 : 박현숙 역(중도투입. 중도하차.)

박상면의 제주도 서귀포 천지동 사는 호랑이띠 26세 누이동생. 1999년 3월 14일, 17년 연상의 정승호와 결혼.

### 수의사 양 원장네
- 김세준 : 양세준 원장 역(중도투입)
  - 조재혁 : 1978년 20세 시절의 수의예과 1학년 양세준 역

미라의 아버지. 수의사. 1959년 12월 13일생. 서울 동작구(노량진동)에서 서울 영등포구(영등포동)로 이전을 한 서울문화동물병원 원장. 소위 딸바보 아빠. 김정균 교수의 고교 동기 동창. 수의사 및 수의학 박사 신익수 전직 문화대 수의대 겸임교수의 옛 제자 출신으로 문화대학교 수의과대학 나온 후 제주도 북제주군 군청 방위병 복무(1984년 5월 13일~1986년 5월 13일). 수의학 석사 출신(1990년 2월). 수의학과 본과 1학년 1학기 시절(1980년 3월 2일)에 이경실과 결혼.
- 이경실 : 이경실 역(중도투입)
  - 박형선 : 1978년 22세 시절의 미술학과 3학년 이경실 역

여자 하숙집 주인. 미라의 어머니. 정균의 대학교 같은 학과 2년 선배. 1957년 12월 8일생. 2년 연하 남편 세준과는 반대로 미라에게 간섭이 심하고 잔소리가 거칠며, 주사가 심하다.

### 김 교수 손윗처남 파주 파주읍 에이스 카 센터 변 대표네
- 이진우 : 변상섭 역(중도투입. 중도하차.)
  - 김일웅 : 1988년 21세 시절의 변상섭 역

미나 외숙부. 1968년 11월 26일생. 정균의 손윗처남. 미나 엄마 변소정의 친정 오빠. 소위 딸바보 아빠. 학창 시절 문화대학교에서 자동차공학 전공을 하였으며 1991년 2월, 문화대학교 자동차공학과 학사 취득하였고 부산 동래구 구청 방위병 복무(1991년 4월 25일~1993년 4월 25일) 후 1994년에서부터 어언 5년 남짓을 카 센터에서 업무한 그는 1996년 10월 19일 이후부터 어언 3년째 경기도 파주 파주읍 파주리 소재 에이스 카 센터 대표 사업주.
- 이경아 : 유경자 역(중도투입. 중도하차.)
  - 홍은희 : 1988년 21세 시절의 유경자 역

상섭의 아내. 1968년 2월 19일생. 남편 상섭과 동갑이지만 동갑내기 남편 상섭보다 생일이 10개월 먼저이기에 연상녀 부인과도 차라리 마찬가지. 1988년 2월, 문화전문대학 산업디자인학과 전문학사 출신. 1988년 8월 15일, 당시 문화대학교 자동차공학과 2학년 재학생 변상섭과 결혼.
- 유현지 : 변지수 역(중도투입. 중도하차.)

상섭의 딸. 1989년 12월 31일생. 경기도 파주초등학교 4학년. 소정의 친정 조카딸. 은혜의 외사촌 언니.

### 서울 영등포구 영등포동 문화동물병원
- 박선영 : 박선영 역(중도투입)

동물병원 간호사
- 김윤경 : 김윤경 역(중도투입)

동물병원 간호사
- 방형주 : 조청운 역(중도투입)

동물병원 사무장
- 정재환 : 정홍순 역(중도투입)

동물병원 경리과 과장

### 서울 영등포구 영등포동 하숙집 하숙생들
- 홍진경 : 홍진경 역(중도하차)

1978년 3월 6일 경기도 평택 출생이고 문화대학교 연극영화학과 97학번 출신으로 본승을 짝사랑해서 하숙집에 자주 들락거린다. 그러나 결국 휴학하고 경기도 평택(고향)으로 낙향한다.
- 양미라 : 양미라 역(중도투입)

1981년 2월 26일 서울 출생이고 문화대학교 연극영화학과 99학번 출신으로 세준(수의사 양 원장)과 경실(이 여사)의 외동딸. 지난날 선배 홍진경처럼 학교 방과 후 하숙집을 밥 먹듯이 들락거리는 친구이며 자신의 원하는 걸 차라리 모두 다 해주는 세준은 잘 따르지만, 아직도 간섭만 하는 경실과는 늘 티격태격 한다.
- 채림 : 채림 역

여자 하숙생. 1979년 3월 28일 경기도 파주 출생이고 문화대학교 연극영화학과 98학번 출신으로 경석의 애인이었으나 경석이 유학을 가면서 태영과 사귀게 된다.
- 김선아 : 김선아 역

여자 하숙생. 1979년 3월 5일 경기도 가평 출생이고 문화대학교 연극영화학과 98학번 출신으로 하숙생 친구들 중에서 성적이 제일 안 좋으며 경식과 많이 엮인다. 불량배들에게 잡히면서 경식과 첫 키스를 했다.
- 박시은 : 박시은 역(중도투입.)

여자 하숙생. 1980년 5월 2일 경기도 양평 출생이며 지난날 1996년 3월부터 1999년 2월까지의 경기도 의정부여자고등학교 시절에는 3년 내내 경기도 양주 미가장학재단에서 후원한 미술 특기 장학생 출신이자 1999년 2월, 문화대학교 미술학과 99학번 출신의 1999년 8월, 문화대학교 연극영화학과 1학년 2학기 전과생으로, 전과하자마자 고수에게 첫눈에 반했다.
- 김경식 : 김경식 역

남자 하숙생. 1976년 3월 3일 부산 출생이고 문화대학교 연극영화학과 95학번 출신으로 1996년 2월부터 1999년 2월까지 잠시 3년간 휴학을 한 전력이 있으며 그 와중이던 1996년 9월부터 1998년 9월까지 서울 강서구 구청 공익근무요원 복무를 마쳤고 부산 사람답게 늘 사투리를 쓴다. 자신과 늘 엮이는 선아 때문에 여자도 제대로 못 만난다고 생각하지만 사실은 그를 좋아하는 여자가 아직도 없다.
- 윤태영 : 윤태영 역(중도투입.)

남자 하숙생. 1977년 3월 13일 경상북도 문경 출생이고 문화대학교 연극영화학과 96학번 출신으로 1998년 2월부터 1999년 2월까지 잠시 1년간 휴학을 한 전력이 있는 그는 얼굴이 긴 게 콤플렉스이며 '이문세', '말'이 그의 별명이다. 외모와는 다르게 성인잡지와 성인비디오를 밝힌다.
- 고수 : 고수 역(중도투입.)

남자 하숙생. 1980년 10월 16일 충청남도 천안 출생이고 문화대학교 연극영화학과 99학번 출신으로 잘생긴 외모에 여학생들에게 인기가 많다. 새벽 6시가 되면 옥상에서 나팔을 부는데 사연은 아무도 모른다.
- 박광현 : 박광현 역(중도투입.)

남자 하숙생. 1980년 10월 11일 강원도 고성 출생이자 1999년 2월 강원도 춘천고등학교 졸업 및 문화대학교 연극영화학과 99학번 출신으로 경식과 단신으로 불리지만 경식과 다르게 귀엽게 생긴 얼굴로 여학생들이 많이 귀여워한다. 세준에게 잘 보이기 위해 미라와 연애를 한다.
- 이재황 : 이재황 역(중도투입. 중도하차.)

광현의 강원도 춘천고등학교 1년 선배이기도 한 동시에 절친한 광현의 선배 겸 친구. 1998년 2월, 강원도 춘천고등학교 졸업 후 이듬해 대입 재수 합격을 하여 문화대학교 연극영화학과 99학번 출신인 그는 1979년 3월 16일 강원도 고성 출생으로 선아를 짝사랑하며, TV 프로그램에서 선아에게 고백을 하지만 거절당하고 폐인이 되어간다. 그 후 문화대학교 연극영화학과 1학년 1학기 수료와 함께 휴학계를 제출하였으며 충청남도 논산 지역에 육군 사병 입대한다.
- 김현정 : 김현정 역(중도하차.)

여자 하숙생. 1979년 3월 29일 경기도 파주 출생이고 문화대학교 연극영화학과 98학번 출신으로 채림과 국민학교 동창이기도 하다. 1999년 8월, 1년간 어학연수 과정으로써 미국 워싱턴주 시애틀에 유학한다.
- 박혜정 : 박혜정 역

광현의 여동생. 1980년 3월 21일 강원도 고성 출생이고 강원도 춘천여자고등학교 졸업 출신이며 문화대학교 연극영화학과 99학번 출신으로 오빠를 따라 같은 학교에 들어갔고, 고수를 짝사랑해서 늘 시은을 간접적으로 괴롭힌다.

### 이재황의 강원도 고성 친가 친척 관련
- 이정호 : 이정호 역(중도투입. 중도하차.)

재황의 동갑내기 사촌 동생. 1979년 6월 26일 강원도 고성 출생으로 만18세 시절 수능 첫 시험에서 낙방하여 이듬해 강원도 속초고등학교 졸업 후 대입 재수 시험 채비타가 차라리 때려치우고 부산행 열차로써 가출하여 몇수개월 남짓을 부산 영도 부두 선착장 마을에서 품팔이(장기적 아르바이트)를 하다가 1999년 3월, 차라리 그마저도 그만두고 1999년 7월 20일, 제주도 제주 지역에 공군 사병 입대한다.

### 서울 영등포구 여의도동 굴비 가겟집 장 사장네
- 김혜영 : 김혜영 역
  - 송재윤 : 1971년 16세 시절의 김혜영 역
  - 도지원 : 1984년 29세 시절의 김혜영 역

미나 엄마. 정균의 누나. 1956년 2월 29일생으로 만12세 때 국민학교 졸업 후 중학교 중퇴하여 고입 자격 및 고졸 학력 검정고시 합격. 주산 5급 자격증 취득 및 보유. 서울 영등포구 여의도동 상설 여의도 굴비가게 업주.
- 정대열 : 장양팔 역.
  - 김흥수 : 1971년 16세 시절의 장양팔 역
  - 이규준 : 1984년 29세 시절의 장양팔 역

미나 아빠. 정균의 자형. 소위 딸바보 아빠. 1956년 12월 3일생으로 1남 4녀(5남매) 중 외동아들이자 둘째. 만13세 때 국민학교 졸업 후 중학교 중퇴하여 고입 자격 및 고졸 학력 검정고시 합격하였는데 같은 국민학교 1년 선배 혜영과 결혼하여 주산 5급 자격증 취득 및 보유 후 그 알량한 주산 5급 자격증이라는 명성을 얻어 결국 상설 굴비가게 바지사장을 지냄.
- 장미나 : 장미나 역

최세창(최불암 교수 셋째아들)의 여자친구. 김정균 교수의 생질녀(조카딸). 1992년 12월 15일생. 여자에 관심없는 최세창이 유일하게 대화하는 여자아이이며, 만약에 딴 남자랑 놀면 세창이 뭐라 한다.

### 여의도 굴비 가게 장 사장 자형 양주 장흥면 장현세탁소 이 대표
- 이원재 : 이재춘 역(중도투입. 중도하차.)
  - 안성민 : 1984년 30세 시절의 이재춘 역
  - 선우재덕 : 1991년 37세 시절의 이재춘 역

미나 고모부. 1955년 3월 3일생. 장양팔의 매형. 장승국의 조카사위. 결혼 후 슬하 1남 2녀(3남매)를 두었으며 경기도 양주 지역에 거주하는 전직 목공소 지배인 출신으로 1991년 2월 이후부터 경기도 양주 장흥면 교현리 소재 장현세탁소 대표 사업주.

### 서울 영등포구 문래동 해장국집 장 사장네
- 백일섭 : 장승국 역(중도투입. 중도하차.)
  - 구보석 : 1984년 41세 시절의 장승국 역
  - 하대경 : 1991년 48세 시절의 장승국 역

미나 작은할아버지. 1944년 6월 11일 일제 강점기 조선국 시대 말기 강원도 춘천 출생으로 장양팔의 삼촌. 해장국집 바지사장. 2년 연상의 부인 박 여사와 사이에 슬하 1남 3녀(4남매)를 둠.
- 박주아 : 박주아 역(중도투입. 중도하차.)
  - 양희경 : 1984년 43세 시절의 박주아 역
  - 권귀옥 : 1991년 50세 시절의 박주아 역

미나 작은할머니. 장양팔의 숙모. 해장국집 업주.
- 조민기 : 공성곤 역(중도투입. 중도하차)

해장국집 사장 장승국 대표 부부의 맏사위. 외국계 A 무역회사 전임이사. 장호술 대리의 자형.
- 임호 : 장호술 역(중도투입. 중도하차)

해장국집 사장 장승국 대표 부부의 외동아들. 외국계 B 출판사 예하 대리. 장양팔 대표의 사촌 남동생.
- 최재원 : 차동진 역(중도투입. 중도하차)

해장국집 사장 장승국 대표 부부의 둘째사위. 외국계 S 증권회사 예하 과장. 장호술 대리의 매제.

### 서울 노원구 상계동 상계주유소
- 이문수 : 이문수 역(중도투입. 중도하차.)

서울 노원구 상계주유소 대표 사업주.
- 강인덕 : 양정균 역(중도투입. 중도하차.)

서울 노원구 상계주유소 지배인.

### 서울 영등포구 신길동 신남로고등학교(新南路高等學校)
- 송영웅 : 송영웅 역.

최상학(최불암 교수 둘째아들)의 서울 신남로고등학교 1학년 시절 담임 교사(1학년 5반(남자 전용반) 담임). 한문 교사인 그는 최상학이 자유중화민국(타이완 타이베이)로 해외 유학을 가기 전까지 최상학 군의 담임을 맡음.
- 김양욱 : 현성태 역.

최상학(최불암 교수 둘째아들)의 서울 신남로고등학교 1학년 시절 남자 국어 교사(1학년 2반(남자 전용반) 담임). 국어 교사인 그는 최상학이 자유중화민국(타이완 타이베이)로 해외 유학을 가기 전까지 최상학 군의 국어 교사 등을 맡음.
- 채유미 : 채유미 역.

최상학(최불암 교수 둘째아들)의 서울 신남로고등학교 1학년 시절 여자 영어 교사(1학년 8반(남녀 합반) 담임). 영어 교사인 그녀는 최상학이 자유중화민국(타이완 타이베이)로 해외 유학을 가기 전까지 최상학 군의 영어 교사 등을 맡음.

### 서울 영등포구 신길동 신남로초등학교(新南路初等學校)
- 정준하 : 정준하 역.

최세창(최불암 교수 막내아들)의 서울 신남로초등학교 1학년 시절 담임 교사(1학년 1반 담임). 그는 최세창이 자유중화민국(타이완 타이베이)로 해외 유학을 가기 전까지 최세창 군의 담임을 맡음.
- 전미선 : 전미선 역.

장미나(김정균 교수 조카딸)의 서울 신남로초등학교 1학년 시절 담임 교사(1학년 2반 담임).
- 강경헌 : 강경헌 역.

김은혜(김정균 교수 외동딸)의 서울 신남로초등학교 1학년 시절 담임 교사(1학년 3반 담임).

### 문화대학교 3대 킹카 관련
- 김성훈 : 김수동 역(중도하차)

킹카 브러더스 3. 1973년 3월 22일 경상남도 창원 출생이고 1999년 당시 만26세로 문화대학교 인문과학과 4학년.
- 강현종 : 강맹경 역(중도하차)

킹카 브러더스 3. 1979년 12월 21일 경상남도 진해 출생이고 1999년 당시 만20세로 문화대학교 미술학과 2학년. 그러나 휴학계 제출 후 제주도 제주 지역에 해군 수병 입대한다.
- 조인성 : 조태구 역(중도하차)

킹카 브러더스 3. 1980년 12월 26일 경상남도 마산 출생이고 1999년 당시 만19세로 문화대학교 섬유공학과 1학년. 그러나 휴학계 제출 후 제주도 서귀포 지역에 공군 사병 입대한다.
- 김채연 : 김진채 역(중도하차)

킹카 브러더스 구성원 김수동의 누이동생. 1999년 당시 만22세로 서광대학교 미술학과 4학년.
- 신소미 : 강소미 역(중도하차)

킹카 브러더스 구성원 강맹경의 누나. 1999년 당시 만24세로 문화대학교 의과대학 의료원(문화대 종합병원) 예하 간호사.
- 신주리 : 조주리 역(중도하차)

킹카 브러더스 구성원 조태구의 누나. 1999년 당시 만22세로 한일대학교 철학과 4학년.

### 마약범 검거 관련
- 홍기훈 : 홍성현 역(중도하차)

본의 아니게도 최불암 교수의 가택을 침입한 지난날 절도범 출신의 마약범.
- 함신영 : 함주읍 역(중도하차)

홍성현을 검거하는 서울 송파 경찰지서 파출소 경관 1.
- 김상엽 : 김제구 역(중도하차)

홍성현을 검거하는 서울 송파 경찰지서 파출소 경관 2.
- 서범식 : 서봉태 역(중도하차)

홍성현을 검거하는 서울 영등포 경찰지서 파출소 경관 1.
- 문천식 : 문응술 역(중도하차)

홍성현을 검거하는 서울 영등포 경찰지서 파출소 경관 2.

### 문화대학교 체육대학 휴학생
- 송종호 : 송종호 역(중도하차)

문화대학교 골프학과 3학년 휴학생. 대구 지역에 육군 사병 입대한다.
- 소지섭 : 소지섭 역(중도하차)

문화대학교 골프학과 2학년 휴학생. 어학연수 코스 과정으로써 미국 캘리포니아주 샌 프란시스코에 1년간 유학한다.
- 강성민 : 강성민 역(중도하차)

문화대학교 골프학과 1학년 휴학생. 경상남도 창원 지역에 육군 사병 입대한다.

### 문화대학교 공과대학 휴학생
- 백종헌 : 백종헌 역(중도하차)

문화대학교 해운공학과 3학년 휴학생. 제주도 제주 지역에 해병대 사병 입대한다.
- 김철기 : 김철기 역(중도하차)

문화대학교 항공공학과 3학년 휴학생. 충청북도 청주 지역에 공군 사병 입대한다.

### 문화대학교 연극영화학과 김경식 학생의 옛날 부산 고향 친구 관련
- 주우 : 주성덕 역(중도하차)

1972년 5월 14일 부산 출생이며 1991년 2월에 만19세로 대학 입학한 1999년 현재 서광대학교 산업공학과 4학년 재학생. 문화대학교 미술학과 4학년 주재호의 형. 김경식(문화대학교 연극영화학과 2학년)의 부산 동래국민학교 3년 선배. 1995년 9월에 공군 사병 병장 제대를 한 공군 군필자.
- 박희진 : 안희수 역(중도하차)

주성덕의 애인. 1979년 3월 24일 경상남도 밀양 출생이며 1999년 현재 만20세로 서광대학교 금속공학과 2학년.
- 정성호 : 주재호 역(중도하차)

1976년 3월 17일 부산 출생이며 1996년 2월에 대입 재수 합격을 통하여 만20세로 대학 입학한 문화대학교 미술학과 4학년. 김경식(문화대학교 연극영화학과 2학년)의 부산 동래국민학교 동기 동창. 1999년 현재 아직 병역 미필자.
- 허성수 : 신길숙 역(중도하차)

주재호의 애인. 1979년 4월 25일 경상남도 김해 출생이며 1999년 현재 만20세로 문화대학교 미술학과 2학년.
- 강용석 : 주상철 역(중도하차)

1979년 5월 12일 부산 출생이며 서울한국전문대학 공업디자인학과 2학년 재학생. 문화대학교 미술학과 4학년 주재호의 남동생. 김경식(문화대학교 연극영화학과 2학년)의 부산 동래국민학교 3년 후배. 1999년 현재 아직 병역 미필자.
- 홍세은 : 송성은 역(중도하차)

주상철의 애인. 1979년 5월 1일 경상남도 남해 출생이며 1999년 현재 만20세로 서울한국전문대학 공업디자인학과 2학년.

### 문화대학교 사범대학(미술교육학 및 음악교육학과) 및 동 문과대학(중국어학과) 4학년 2학기 고교 교생 실습 관련
- 박탐희 : 박탐희 역(중도하차)

문화대학교 미술교육학과 4학년. 김선아(문화대학교 연극영화학과 2학년)의 국민학교 2년 선배.
- 라윤경 : 안임경 역(중도하차)

문화대학교 중국어학과 4학년. 김선아(문화대학교 연극영화학과 2학년)의 국민학교 2년 선배.
- 한희 : 한희숙 역(중도하차)

문화대학교 음악교육학과 1학년. 김선아(문화대학교 연극영화학과 2학년)의 국민학교 1년 후배.
- 구민지 : 구민지 역(중도하차)

박탐희가 미술 교생 실습을 나간 서울 문화여자고등학교 2학년.
- 염현희 : 염현희 역(중도하차)

박탐희가 미술 교생 실습을 나간 서울 문화여자고등학교 2학년.
- 고정민 : 고정민 역(중도하차)

박탐희가 미술 교생 실습을 나간 서울 문화여자고등학교 2학년.
- 권인선 : 권인선 역(중도하차)

박탐희가 미술 교생 실습을 나간 서울 문화여자고등학교 2학년.
- 김옥주 : 김옥주 역(중도하차)

박탐희가 미술 교생 실습을 나간 서울 문화여자고등학교 2학년.
- 김영미 : 김영미 역(중도하차)

박탐희가 미술 교생 실습을 나간 서울 문화여자고등학교 2학년. 김옥주 여학생의 동갑내기 친가 사촌 누이동생.
- 양지선 : 양지선 역(중도하차)

박탐희가 미술 교생 실습을 나간 서울 문화여자고등학교 2학년.
- 강인덕 : 양정균 역(중도하차)

양지선 여고생(박탐희가 미술 교생 실습을 나간 서울 문화여자고등학교 2학년 양지선)의 아버지이며 서울 노원구 상계주유소 지배인.
- 여현수 : 여현수 역(중도하차)

양지선(박탐희가 미술 교생 실습을 나간 서울 문화여자고등학교 2학년 여고생인 여고 여학생 양지선 양)의 6개월(여섯 달) 생일 차이 동갑내기 이종사촌 남동생(외갓댁 외가친척 동갑내기 이종제)이자 서울 문화고등학교 2학년 재학 남고생인 여현수 군.
- 이세은 : 이세은 역(중도하차)

안임경이 중국어 교생 실습을 나간 서울 신남로고등학교 2학년.
- 이문수 : 이문수 역(중도하차)

안임경이 중국어 교생 실습을 나간 서울 신남로고등학교 2학년 여고생 이세은 양의 아버지. 서울 노원구 상계주유소 대표 사업주.
- 이진주 : 이진주 역(중도하차)

안임경이 중국어 교생 실습을 나간 서울 신남로고등학교 2학년 여고생 이세은 양의 언니. 1996년 재수를 통하여 대학 입학을 한 1999년 현재 한일대학교 철학과 4학년.
- 이두일 : 이두일 역(중도하차)

안임경이 중국어 교생 실습을 나간 서울 신남로고등학교 2학년 여고생 이세은 양의 삼촌.
- 이지영 : 이지영 역(중도하차)

안임경이 중국어 교생 실습을 나간 서울 신남로고등학교 2학년 여고생 이세은 양의 사촌 누이동생. 이두일의 딸이며 1999년 현재 서울 문화초등학교 4학년.

### 그 외
- 윤정수 : 윤정수 역(중도하차)

케이블 ITN(이동 통합 네트워크) 인기 버라이어티 주간 예능 프로그램 '고백 통신' MC 윤정수.
- 성진우 : 성진우 역(중도하차)

문화대학교 축제 초대 가수 성진우.

#### 목소리 출연
- 원빈 : 엄준호 역(중도합류 및 중도하차)

최본승(최불암 교수 친질)한테 제주도 서귀포 지역에서 해군 수병 입대 시절 동기가 되는 이른바 제주도 북제주 지역에서 태어난 22세(말띠 만21세)의 경상남도 창원 소재 사립 해인공업전문대학 신형기계설비학과 97학번 출신으로 1997년 8월 당시 1학년 1학기 수료 및 휴학생 출신인 농기계 수리공 및 하급 토목기사 자격증 취득한 1999년 당시의 당찬 청년 엄준호 신입 입대 해군 수병.

## 참고 사항
- 이 작품에서 역대 주조연 및 단역을 비롯한 총 출연자 중에 최고령 출연자는 극중 최불암 교수의 처숙모 역으로 단역 출연한 원로 영화배우 겸 연기자 유명순 여사이고 차고령 출연자는 극중 이미란 전직 대표(이경실 분)의 외숙부 역으로 단역 출연한 원로 가수 겸 영화배우 김상국 선생이다.